# Scorciatoia per il paradiso
Scorciatoia per il Paradiso (Drecera al Paradís) è un romanzo della scrittrice Teresa Solana, autrice di gialli in catalano, pubblicato nel 2007. È il seguito del romanzo Delitto imperfetto, appartenente alla serie dei gemelli investigatori Eduard e Borja.
Il libro è stato tradotto in tedesco, inglese, oltre che in spagnolo e italiano.

## Trama
In questo episodio Eduard e Borja devono scoprire chi ha ucciso, durante la premiazione di un concorso letterario, la famosa scrittrice di romanzi sentimentali molto trash Marina Dolc. I sospetti si incentrano sul suo concorrente diretto, Amadeu Ribot, scrittore nevrotico e fallito, sposato con figli, che ha una relazione con la sua bella e giovane agente, Claudia Agullò, che viene frettolosamente arrestato dalla polizia e chiuso in un carcere dove, per un clamoroso equivoco, sarà scambiato per un cannibale.
Claudia incarica i due fratelli di scoprire la verità, aiutati da un investigatore privato anziano e navigato, Luis Arquer, che cerca di dargli informazioni sul giro di Marina Dolc, ma, malgrado questo aiuto, Eduard e Borja, come anche la polizia, brancolano nel buio, sino a quando un misterioso individuo (che i lettori scopriranno essere proprio il vicino di casa di Eduard) telefona a Borja per confessare che la sera del delitto, nell'ora in cui Marina Dolc veniva uccisa, Ribot si trovava dall'altra parte della città e lui, per procurarsi il denaro per pagare una rata scaduta, lo aveva rapinato con una pistola giocattolo.
Eduard e Borja scoprono che Marina Dolc, nonostante le sue opere frivole e superficiali, aveva avuto una vita difficile a causa dei suoi genitori stravaganti, e aveva conservato rapporti di frequentazione soltanto con la giovane nipote che le faceva da segretaria, Maite, che si è ritirata nella villa della zia, a San Feliu. Eduard e Borja, temendo per la sua incolumità, le manderanno come guardia del corpo proprio Luis Arquer, che accetterà volentieri una vacanza gratuita e imprevista.
A questo punto Eduard e Borja, che maturano un sospetto in capo a una persona presente nel luogo della premiazione la sera del delitto, avvertono Jaume Badia, sprezzante ispettore della polizia catalana, che, dopo un drammatico confronto, autorizza un blitz nella casa del più feroce critico letterario di Marina Dolc, trovandolo in stato di confusione mentale, che in realtà era follemente innamorato di lei e appassionato dei suoi romanzi, tanto da uccidere l'oggetto dei suoi desideri e della sua ammirazione.
Eduard e Borja devono recuperare l'ultimo romanzo, ancora manoscritto e in unica copia, di Marina Dolc e consegnarlo, previa lauta ricompensa, alla casa editrice: complice un ventilatore accesosi improvvisamente, le pagine, non numerate, si confondono tra loro e Borja le rimetterà insieme a casaccio, trasformando l'ennesimo romanzo trash della scrittrice in un capolavoro osannato dalla critica.

## Edizioni in italiano
- Teresa Solana, Scorciatoia per il paradiso, traduzione di Barbara Bertoni, Palermo: Sellerio, 2010